# Nürnberg-Reichelsdorf
Nürnberg-Reichelsdorf (niem. Bahnhof Nürnberg-Reichelsdorf) – przystanek kolejowy w Norymberdze, w kraju związkowym Bawaria, w Niemczech. Znajduje się na linii Norymberga – Augsburg. Według DB Station&Service ma kategorię 4. Położony jest w dzielnicy Reichelsdorf i jest częścią linii S2 S-Bahn w Norymberdze.

## Linie kolejowe
- Linia Norymberga – Augsburg
- Linia Nürnberg – Roth

## Połączenia
| Linia | Trasa | Takt   |
| ----- | --- | ------ |
| S2    | Roth – Büchenbach – Rednitzhembach – Schwabach – Limbach – Katzwang – Reichelsdorfer Keller – Reichelsdorf – Eibach – Sandreuth – Steinbühl – Hauptbahnhof – Dürrenhof – Gleißhammer – Dutzendteich – Frankenstadion – Fischbach – Feucht – Feucht-Moosbach – Winkelhaid – Ludersheim – Altdorf West – Altdorf | 20 min |